# Klaus an der Pyhrnbahn
Klaus an der Pyhrnbahn är en kommun i distriktet Kirchdorf i förbundslandet Oberösterreich i Österrike. Kommunen har 1 126 invånare (2024).
Kommunen består av tre orter (Ortschaften) (inom parentes invånarantal 1 januari 2024):
- Klaus an der Pyhrnbahn (506)
- Kniewas (43)
- Steyrling (577)

Den har fått sitt särskiljande namn efter järnvägen Pyhrnbanan som passerar genom kommunen.  Genom kommunen går även motorvägen A9, även benämnd Pyhrn Autobahn. Klaus ligger vid ett vackert område med berg och långa tunnlar. Det är fullt med skog och mycket kuperade områden. Orten ansluter vid väg B138. En anslutande tunnel är Kienbergtunneln på väg A9. 